# Miomantis rebeli
Miomantis rebeli är en bönsyrseart som beskrevs av Max Beier 1929. Miomantis rebeli ingår i släktet Miomantis och familjen Mantidae. Inga underarter finns listade i Catalogue of Life.